# Der Prozess
Der Prozess – dziewiąty studyjny album zespołu Armia, wydany 28 stycznia 2009. Album nagrano w Małym Studio w Puszczykowie XI 2007 – XII 2008.
Inspiracją dla tego wydawnictwa była powieść Franza Kafki o tym samym tytule. Bohater pierwszych sześciu utworów tego albumu koncepcyjnego poddany jest procesowi podobnie jak bohater powieści. Utwór siódmy jest dodatkiem luźno związanym z resztą. W jego nagraniu wykorzystano amatorski chór złożony z użytkowników forum dyskusyjnego Armii.
W lutym 2010 roku wydawnictwo uzyskało nominację do nagrody polskiego przemysłu fonograficznego „Fryderyka” w kategorii: album roku rock.

## Lista utworów
1. „Zły porucznik” – 6:18
2. „Proces” – 5:27
3. „Statek burz” – 7:52
4. „Katedra” – 6:20
5. „Przed prawem” – 14:23
6. „Anima” – 9:27
7. „Underground” – 5:16

Muzyka: Paweł Klimczak & Armia z wyjątkiem „Underground” – muzyka Tomasz Budzyński & Armia. Słowa: Tomasz Budzyński

## Twórcy
Muzycy
- Tomasz „Tom” Budzyński – głos, muzyka (utwór 7), teksty
- Krzysztof „Dr Kmieta” Kmiecik – gitara basowa
- Paweł Klimczak – gitary, muzyka
- Rafał „Franc” Giec – gitary
- Tomasz Krzyżaniak – perkusja,
- Krzysztof „Banan” Banasik – waltornia, syntezatory

gościnnie
- Jakub Bartoszewski – waltornia

Realizatorzy
- Robert Friedrich – realizacja i mix
- Jakub Biegaj – asystent realizatora
- Krzysztof Banasik – mastering

## Okładka
Na okładce znajduje się grafika Tomasza Budzyńskiego. We wkładce znajdują się również grafiki jego syna, Stanisława, przedstawiające potwory, z którymi zmaga się bohater albumu.
- Tomasz Budzyński – projekt graficzny
- Tomasz Budzyński, Radek Kisielewski – foto
- Staś Budzyński – grafika

## Pozycje na listach
| Lista | Kraj   | Pozycja |
| ----- | ------ | ------- |
| OLiS  | Polska | 15      |